# Xã Center, Quận Jewell, Kansas
Xã Center (tiếng Anh: Center Township) là một xã thuộc quận Jewell, tiểu bang Kansas, Hoa Kỳ. Năm 2010, dân số của xã này là 975 người.